# Boissy-le-Cutté
Boissy-le-Cutté  [bwasi lǝ kyt̪e] je francouzská obec v departementu Essonne v regionu Île-de-France.

## Poloha
Obec Boissy-le-Cutté se nachází asi 43 km jižně od Paříže. Obklopují ji obce Cerny od severozápadu na severovýchod, D'Huison-Longueville na východě, Orveau na jihovýchodě, Bouville na jihu a Villeneuve-sur-Auvers na jihozápadě a na západě.

## Vývoj počtu obyvatel
Počet obyvatel